# Nina Eichinger

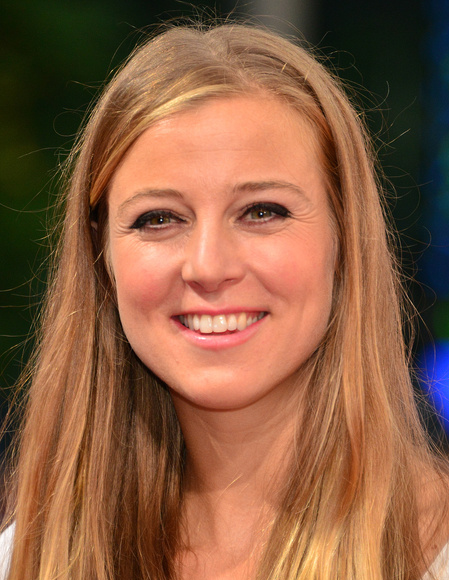
Nina Eichinger (2014)

Nina Eichinger (* 16. September 1981 in München) ist eine deutsche Moderatorin und Schauspielerin.

## Leben und Karriere
Nina Eichinger ist die Tochter des Filmproduzenten Bernd Eichinger (1949–2011) und der Filmproduktions- und Filmherstellungsleiterin Sabine Eichinger, die nur zufällig den gleichen Familiennamen tragen. Von 1998 bis 2000 besuchte sie die Munich International School in Starnberg und schloss mit dem International Baccalaureate ab. 2001 schloss sie einen Intensivschauspielkurs sowie ein Kameratraining an der Hollywood Acting in Los Angeles, Kalifornien ab. Eichinger studierte von 2002 bis 2003 Umweltwissenschaften mit Nebenfach Kommunikationswissenschaften an der University of San Diego, Kalifornien. 2003 bis 2005 führte sie dieses Studium am Franklin College Switzerland in Lugano fort und schloss mit dem Bachelor of Arts ab, mit der Spezialisierung auf Journalismus und Umweltwissenschaften.
Von 1993 bis 1995 moderierte Eichinger Stars for Children im ZDF. 2001 hatte sie eine Nebenrolle in Knallharte Jungs der Olga Film Produktion, München. 2007 moderierte sie die toptrnd-show auf www.trnd.tv. Von 2007 bis 2009 war sie bei MTV Germany unter Vertrag und moderierte die Sendungen MTV News Mag, Brand: Neu sowie TRL. Eine Gastrolle als Telefonistin hatte sie 2008 in der Verfilmung Der Baader Meinhof Komplex. Sie war neben Dieter Bohlen und Volker Neumüller Jurymitglied der sechsten und siebten Staffel von Deutschland sucht den Superstar bei RTL.
2011 spielte Eichinger in der europäischen Filmproduktion Die drei Musketiere die Rolle einer Hofdame. Außerdem ist sie seit 2011 Moderatorin der Talentshow mia san mia im Bayerischen Fernsehen.
Eichinger präsentierte erstmals am 24. Dezember 2011 die Sendung Ich schenk’ dir Deinen Star, in der Menschen zu Weihnachten eine Überraschung in Form eines Treffens mit ihrem Lieblingsstar bereitet wird. Nach drei Folgen wurde diese Sendung aufgrund geringer Einschaltquoten eingestellt.
Nina Eichinger moderierte bereits mehrere Klassik-Sendungen. Seit 2012 präsentiert sie auch zusammen mit Rolando Villazón den ECHO Klassik für das ZDF. 2013 moderierte Eichinger Alle Jahre wieder – Weihnachten mit dem Bundespräsidenten. Sie wurde im Juli 2016 Mutter eines Sohnes.

## Filmografie
- 2008: Der Baader Meinhof Komplex
- 2009: Tod aus der Tiefe
- 2010: Inga Lindström: Zwei Ärzte und die Liebe
- 2011: Die drei Musketiere (The Three Musketeers)
- 2011: Die Superbullen
- 2012: Schutzengel
- 2014: Alles ist Liebe